# Stadio Città dello sport di Al-Majma'ah
Lo stadio Città dello sport di Al-Majma'ah (in arabo مدينة المجمعة الرياضية‎?), noto fino al 29 maggio 2019 come stadio Città dello sport Re Salman bin Abdulaziz, è uno stadio di Al-Majma'ah, in Arabia Saudita. Attualmente è utilizzato principalmente per le partite di calcio dell'Al-Faisaly, dell'Al-Fayha e dell'Al-Mujazzel.
Dotato di 7.000 posti, è stato inaugurato nel 1990.